# ビットル・アルフォンソ・アリサ
ビットル・アルフォンソ・アリサ（Victor Alfonso ARIZA、1983年8月7日 - ）は、コロンビア出身の元プロバスケットボール選手である。ポジションはフォワード。

## 人物
日本人の父を持ち、小1から名古屋に移住。
名古屋市立原中学校で1998ジュニアオールスターベスト16、愛知産業大学工業高等学校ではインターハイに出場。
卒業後は実業団のアペックスに加入。2004年にAND1日本代表に選ばれる。
2005年に大阪エヴェッサに入団。しかし出場機会に恵まれず退団。
その後も大阪のクラブチームでプレーして全日本クラブ選手権に出場。再びプロでプレーを目指しているが、契約には至っていない。